# فيزيه
فيزيه (
تنطق بالفرنسية: [vi.ze]
)، هي مدينة وبلدية فالونيا، تقع على نهر الميز في مقاطعة لياج، بلجيكا.

## معرض صور

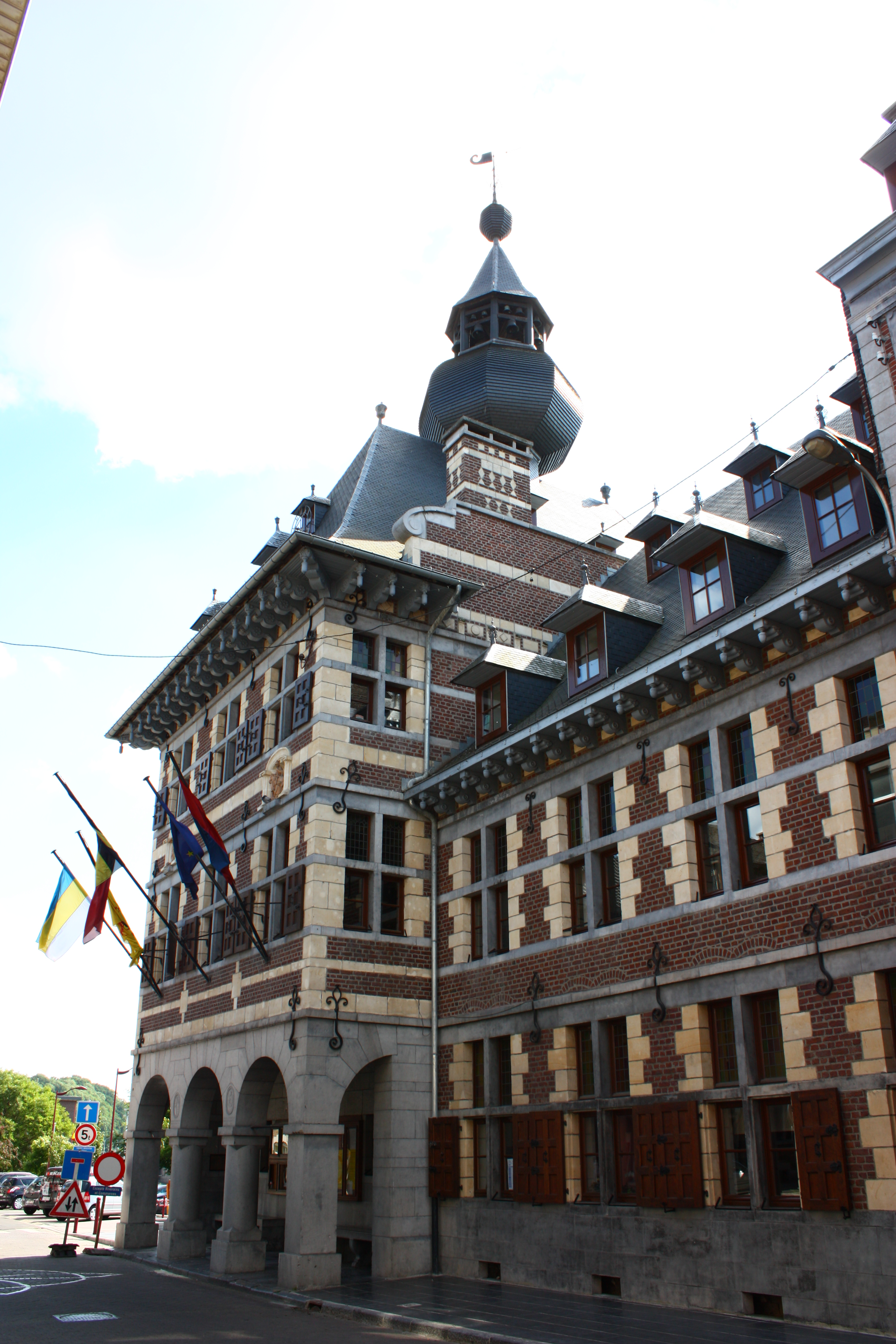
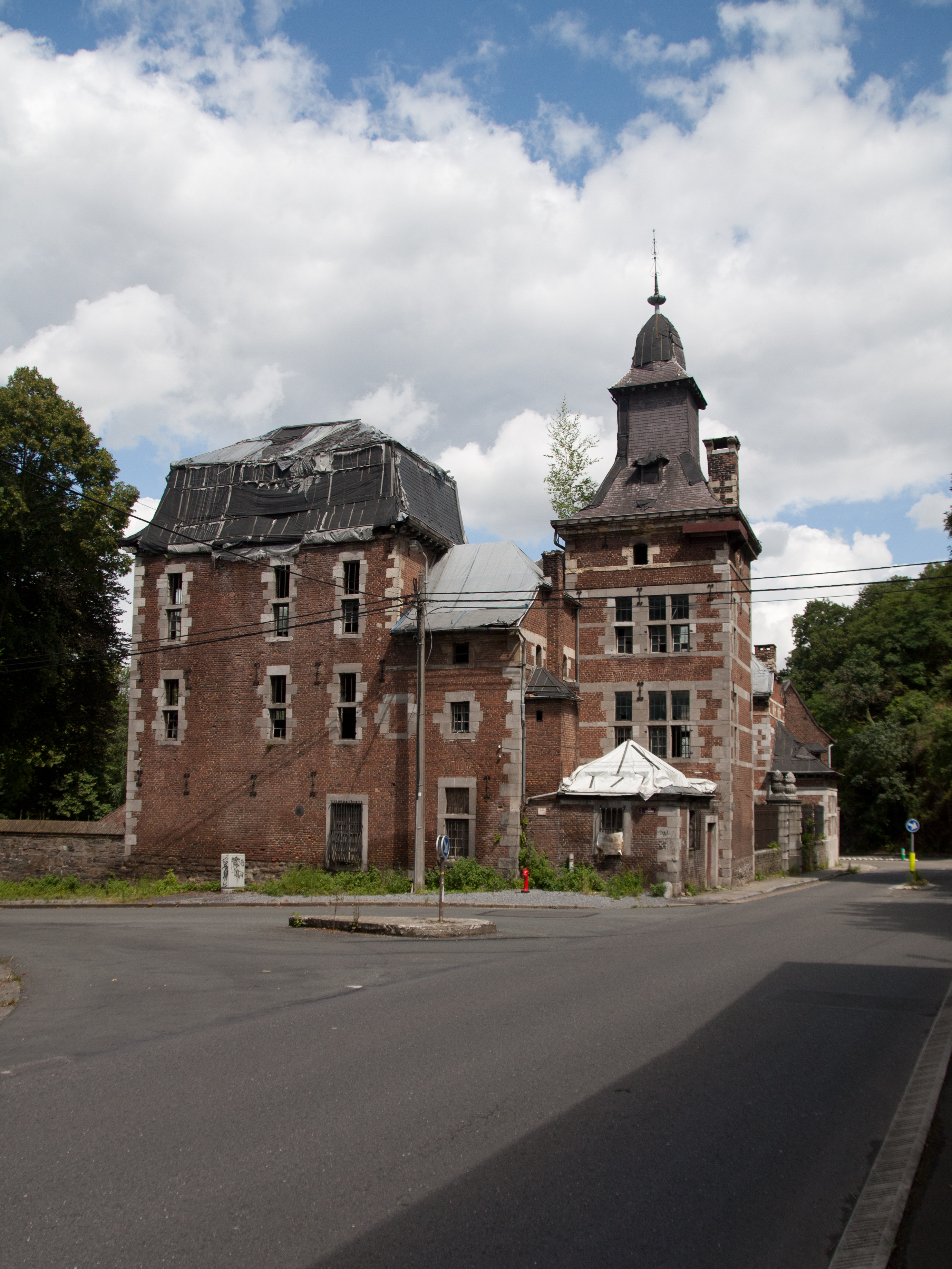
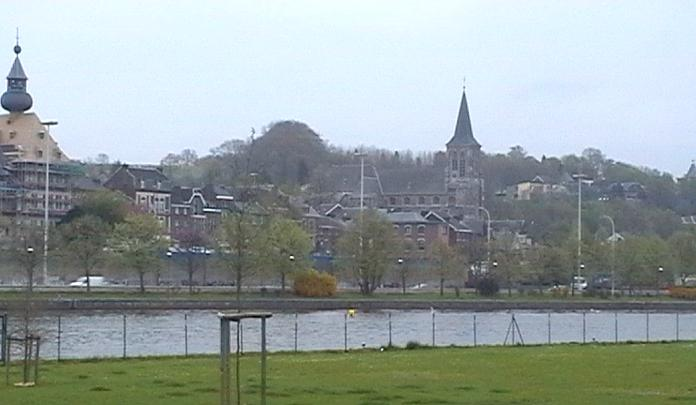
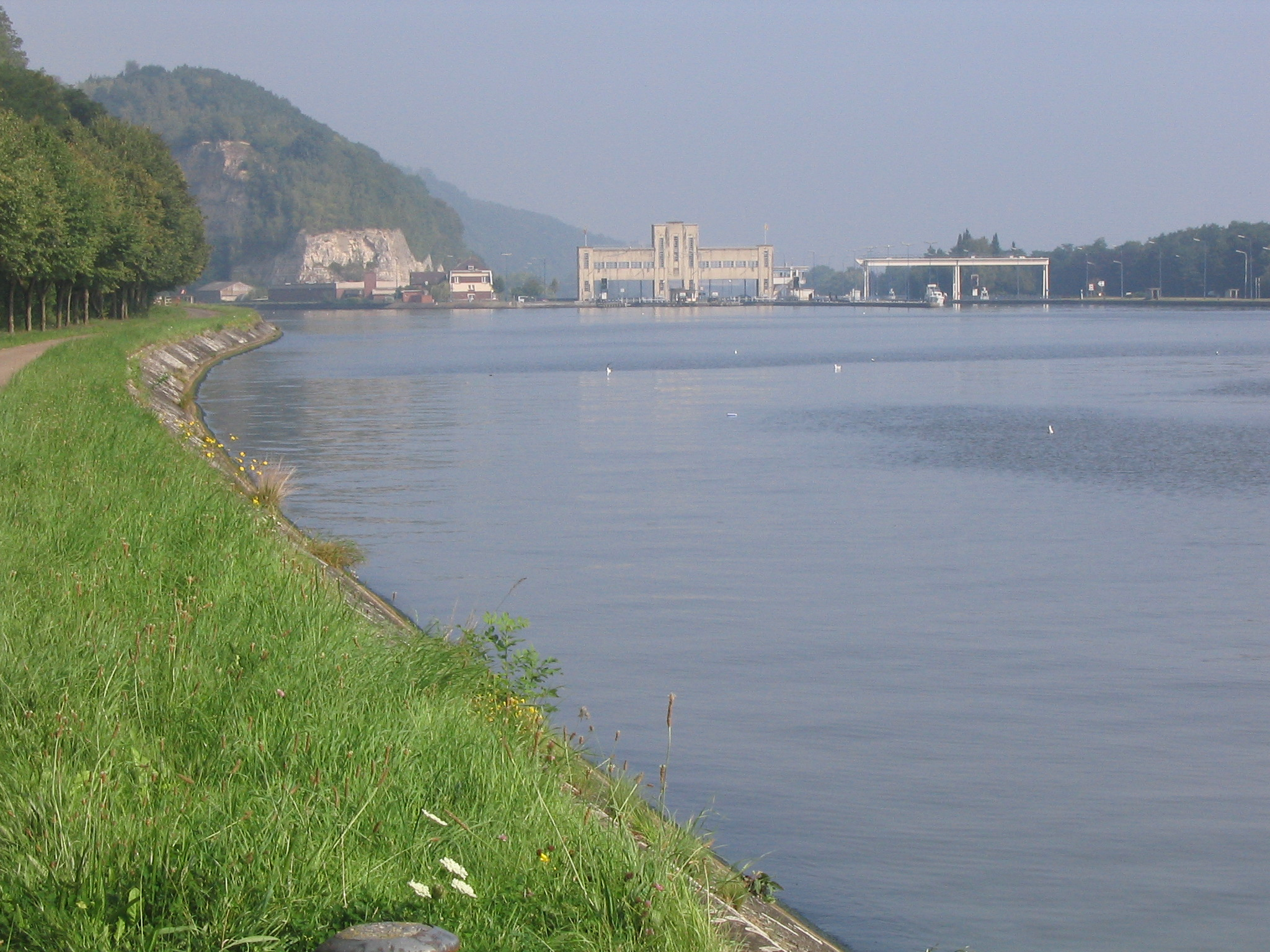